# 山阴路历史文化风貌区
山阴路历史文化风貌区位于上海市虹口区，是中国上海市立法保护的历史文化风貌区之一，也是中心城区12个历史文化风貌区之一。此风貌区以成片集中的早期花园洋房和新式里弄为主要特征，有文物保护单位和优秀历史建筑26处。

## 特色风貌
- 革命史迹
- 花园住宅
- 新式里弄

## 建筑年代
现存建筑大体上建造于1900年到1941年（太平洋战争爆发）之间。

## 保护范围
山阴路历史文化风貌区占地地面积129公顷，其主体部分大致相当于上海公共租界的北区越界筑路。开辟于1900年到1925年之间。
- 东界：欧阳路—四达路—宝安路—物华路—四平路；
- 南界：邢家桥北路-长春支路-长春路-海伦西路；
- 西界：宝山路—东江湾路；
- 北界：大连西路。

## 景观道路
- 山阴路
- 多伦路
- 溧阳路
- 甜爱路
- 四川北路
- 长春路
- 祥德路

## 经典建筑
- 孔祥熙公馆（多伦路）
- 白崇禧公馆（多伦路）
- 鲁迅故居（山阴路）
- 鸿德堂（多伦路）[上海市优秀历史建筑（209）]
- 千爱里
- 溧阳路花园住宅群[上海市优秀历史建筑（341）]
- 四川北路2023弄35号花园住宅（原汤恩伯住宅）[上海市优秀历史建筑（549）]
- 中共江苏省委旧址
- 瞿秋白寓所旧址
- 文华别墅